# Vicente Martín Muñoz
Vicente Martín Muñoz (La Nava de Santiago, 16 de septiembre de 1969) es un sacerdote católico español, obispo titular de Valpuesta y obispo auxiliar de Madrid.

## Biografía
Nació el 16 de septiembre de 1969, en la localidad española de La Nava de Santiago, Badajoz.  Hijo de Jacinto Martín y Catalina Muñoz, siendo bautizado en la parroquia La Asunción de Nuestra Señora.
Posteriormente, su familia se trasladó a Mirandilla, donde vivó su infancia y juventud. En 1987, fue confirmado en el Seminario de San Atón (Badajoz), a manos del obispo Antonio Montero Moreno.

### Formación
En 1994 tras realizar estudios en el Seminario Metropolitano San Atón de Badajoz, obtuvo el bachillerato en Teología. Luego, en 2006 consiguió la maestría en Doctrina Social de la Iglesia el Instituto Social León XIII. Posteriormente, cursó estudios en el Instituto Superior de Pastoral de Madrid, obteniendo la licenciatura en Teología pastoral en 2018.

### Presbítero
Fue ordenado presbítero el 17 de junio de 1995, incardinándose en la archidiócesis de Mérida-Badajoz.
Tras realizar el servicio militar en las Fuerzas Armadas,como sacerdote desempeñó distintos ministerios y fue: párroco de Santiago Apóstol en Calera de León (1996-1998); y de La Asunción de Nuestra Señora, en La Nava de Santiago y de Santa María del Prado, en La Roca de la Sierra (1998-2002).
También fue párroco in solidum de San Mateo Apóstol y Santa María del Mercado en Alburquerque (2002-2006), siendo también arcipreste de Alburquerque (2004-2006) y párroco de Nuestra Señora de la Asunción en los barrios de El Gurugú y Los Colorines de Badajoz (2006-2016). Además, fungió como delegado diocesano de Caritas de Mérida-Badajoz (2006-2012). Luego fue delegado para la Vida Consagrada (2013-2016).
Ha impartido de cursos y colaboraciones en los arciprestazgos de Almendralejo, Badajoz, Mérida y Oliva de la Frontera, entre otros; en el módulo de iniciación a la DSI (2012-2014); en la Universidad de Extremadura; y en varias jornadas de formación sobre Apostolado seglar, Acción Católica General de Adultos, Conferencia Española de Religiosos (CONFER) y Vida Consagrada.
Fue profesor de Doctrina social de la Iglesia y Pastoral social en el Centro Superior de Estudios Teológicos del Seminario Metropolitano y en el Instituto Superior de Ciencias Religiosas «Virgen de Guadalupe» (2014-2016). Así mismo, ha sido miembro del Consejo Presbiteral (2004-2006; 2014-2016).
Ejerció como miembro del departamento diocesano para la Doctrina social de la Iglesia (2010-2024), delegado episcopal de Caritas Española, y colaborador en la parroquia Nuestra Señora de las Angustias de Madrid (2018-2024). De igual modo, fue director del secretariado de la Subcomisión episcopal para la Acción Caritativa y Social (2020-2024).
Es autor de varias obras sobre formación, Pastoral social y Doctrina social de la Iglesia, algunas publicadas por Caritas Española Editores, y colabora, además, con diversas revistas y publicaciones periódicas, como Vida Nueva.

### Obispo
El 23 de abril de 2024, se hizo público su nombramiento por el papa Francisco como obispo titular de Valpuesta y auxiliar de Madrid. Fue consagrado el 6 de julio del mismo año, en la Catedral de la Almudena; a manos del cardenal-arzobispo José Cobo Cano. Desde noviembre de 2024 es deán de la catedral de la Almudena de Madrid.
En la Conferencia Episcopal Española es, desde julio de 2024, miembro de la Subcomisión Episcopal para la Acción Caritativa y Social, dentro de la Comisión Episcopal para la Pastoral social y Promoción humana.